# Публий Дуцений Вер (консул 124 г.)
Публий Дуцений Вер (на латински: Publius Ducenius Verres) е политик и сенатор на Римската империя през 2 век.
Произлиза от фамилията Дуцении. Вероятно е син на Публий Дуцений Вер (суфектконсул 95 г.).
През 124 г. Дуцений Вер e суфектконсул заедно с Авъл Ларций Македон.